# Luca Netz
Luca Netz (Berlijn, 15 mei 2003) is een Duits voetballer die doorgaans als linksback speelt. Hij verruilde Hertha BSC in augustus 2021 voor Borussia Mönchengladbach.

## Clubcarrière
Netz speelde tien jaar in de jeugdopleiding van Hertha BSC. Hij debuteerde op 2 januari 2021 in het eerste elftal tijdens een wedstrijd in de Bundesliga tegen Schalke 04. Op 13 februari 2021 volgde zijn eerste competitietreffer, tegen VfB Stuttgart. Netz kwam in drie maanden tot elf wedstrijden in het eerste. De slotfase van seizoen 2020/21 ging aan hem voorbij vanwege een gebroken middenvoetsbeentje. Hij zag zijn club zo vanaf de zijlijn twee punten boven de degradatiestreep eindigen.
Netz verruilde Hertha BSC in augustus 2021 voor Borussia Mönchengladbach.

## Clubstatistieken
| Seizoen | Club                     | Competitie | Competitie | Competitie | Beker | Beker | Internationaal | Internationaal | Totaal | Totaal |
| Seizoen | Club                     | Competitie | Wed.       | Dlp.       | Wed.  | Dlp.  | Wed.           | Dlp.           | Wed.   | Dlp.   |
| ------- | ------------------------ | ---------- | ---------- | ---------- | ----- | ----- | -------------- | -------------- | ------ | ------ |
| 2020/21 | Hertha BSC               | Bundesliga | 11         | 1          | 0     | 0     | —              | —              | 11     | 1      |
| 2021/22 | Borussia Mönchengladbach | Bundesliga | 24         | 0          | 2     | 0     | —              | —              | 26     | 0      |
| 2022/23 | Borussia Mönchengladbach | Bundesliga | 20         | 1          | 2     | 1     | —              | —              | 22     | 2      |
| Totaal  | Totaal                   | Totaal     | 55         | 2          | 4     | 1     | 0              | 0              | 59     | 3      |

Bijgewerkt op 18 juli 2023.

## Interlandcarrière
Netz maakte deel uit van verschillende Duitse nationale jeugdselecties, terwijl hij voor andere niet werd geselecteerd. Hij nam met Duitsland –17 deel aan het EK –17 van 2019 en met Duitsland –21 aan het EK –21 van 2023. Hij kwam met allebei de ploegen niet voorbij de poulefase.